# تپه شهر سوخته ۳۶۹
تپه شهر سوخته ۳۶۹ مربوط به هزاره سوم قبل از میلاد است و در شهرستان زابل، بخش شیب آب، دهستان لوتک، روستای حومه شهر سوخته، ۹ کیلومتری جنوب شرق پایگاه باستان شناشی شهر سوخته واقع شده و این اثر در تاریخ ۲۸ شهریور ۱۳۸۶ با شمارهٔ ثبت ۱۹۶۴۴ به‌عنوان یکی از آثار ملی ایران به ثبت رسیده است.